# Parteirat
Der Parteirat ist ein Gremium verschiedener politischer Parteien, das in Größe und Bedeutung normalerweise zwischen Vorstand und Parteitag angesiedelt ist. Normalerweise berät und kontrolliert der Parteirat den Vorstand, weshalb seine Mitglieder nicht als Ganzes gewählt, sondern als Delegierte von untergeordneten Gliederungen entsandt werden. Er soll ein Abbild der Partei sein und wird daher auch teilweise als kleiner Parteitag bezeichnet.
Der Parteirat unterscheidet sich vom Parteitag dadurch, dass er weniger Mitglieder hat, was es organisatorisch vereinfacht, dieses Gremium häufiger zusammentreten zu lassen. Die genaue Aufgabenverteilung zwischen Parteirat, Parteitag und Parteivorstand wird von der Satzung der Partei geregelt. Normalerweise hat ein Votum des Parteirats mehr Gewicht als das des Vorstands, aber weniger als das eines Parteitags.
Parteien, die einen Parteirat haben, sind u. a.:
- Bündnis 90/Die Grünen (Der Parteirat entspricht auf Bundesebene mehr der Rolle des Präsidiums in anderen Parteien, die oben genannten Merkmale sind großenteils nicht übertragbar.)[1]
- Die Linke
- SPD

Die Rolle des CDU-Bundesausschusses ist mit der eines Parteirats vergleichbar.